# 木藤聰子
木藤聰子（日语：／ Kitō Satoko，1962年1月18日—2020年5月1日），日本女性配音員。最終所屬ARTSVISION。出身於東京都。身高151cm。A型血。

## 來歷
以前經歷Production baobab、81Produce。
2020年5月1日於養病中去世，其訃聞由所屬經紀公司公佈，享年58歲。

## 人物
興趣：舞台&音樂鑑賞。
與木藤共同演出《福星小子》的神谷明在談到木藤的性格時，表示她是一個非常努力的人。

## 繼任、代演
在木藤逝世後，配音員接任作品如下：
- 佐久間玲（《麵包超人》）：薊妹妹[注 1]
- 品田美穗（日语：品田美穂）（《魔女之家》）：瑞瑞·莉迪亞·巴斯特

## 演出

### 電視動畫
1982年
- 吸血鬼在日本（美女）

1983年
- 魔法天使奶油麻美（凱薩琳）

1984年
- 勝利女排（日语：アタッカーYOU!）（小黑、矮子）
- 超時空騎團南十字宮（左爾星人的美女A、潔西諾）
- 超力機器人 卡拉特（日语：超力ロボ ガラット）（1984年—1985年，女）
- 牧場上的少女卡特莉（愛麗娜、女孩子、米奇、男孩子B）
- 魔法妖精貝露莎（女學生B）
- 請多指教跑車郎中（日语：よろしくメカドック）（女大學生B）
- 藍寶（日语：らんぽう）

1985年
- 福星小子 (1981年版)
- 拜託了！薩米亞丼（日语：おねがい!サミアどん）
- 昭和笨蛋小說搞笑第1名！（日语：昭和アホ草紙あかぬけ一番!）（史托克）
- 星空鐵衛
- 忍者戰士飛影（護理人員A）

1986年
- 光之傳說（夏川〈6歲〉）
- 六三四之劍 青春篇（十一[9]、上條綾子）
- 相聚一刻（旅館人員A 等）

1987年
- 超人B（日语：ウルトラB）
- 橙路（女學生、太妹B）
- 肥牛牛布斯

1988年
- 魔神英雄傳（年輕夫婦〈妻〉）
- 燃燒吧！哥哥（女學生）
- 鎧傳（山野純的母親）

1991年
- 校園七大不可思議神秘事件（日语：ハイスクールミステリー学園七不思議）（小野優子）
- 鬥球兒彈平（1991年—1992年，藤堂美里）

1992年
- 妙廚老爹（四眼田雞的妻子）
- 風中少女 金髮珍妮（蜜雪兒）
- 蔬果村的故事（檸檬子、湯培的母親）
- 美少女戰士（西園寺瑠衣）
- 法蘭德斯之犬 我的帕特拉許（日语：フランダースの犬 ぼくのパトラッシュ）（母親）

1994年
- 重獲新生的機器人（日语：おまかせスクラッパーズ）（宇田雪、重介 等）
- 奪寶奇謀（安娜）
- 魔天戰神（哈麗美[10]）

1995年
- 愛天使傳說（仁美）
- 怪盜Saint Tail（沙也加的母親）

1996年
- 刁鑽婆婆（日语：いじわるばあさん）（拳太）
- 麵包超人（1996年—2019年，向日葵妹妹、薊妹妹）
- 爆走兄弟Let's & Go!! 系列（1996年—1997年，晶、團員A、土方玲、莎里瑪）2系列
- 哈利動物園（日语：はりもぐハーリー）（喀拉助 等）

1997年
- 學級王山崎（佐知子、姬野妃的母親 等）
- 新·天地無用！（鈴木伊根）
- 神奇寶貝（美沙）

1998年
- 炸彈人 彈珠人爆外傳（可愛寶B）

2002年
- 炎之蜃氣樓（成田讓的母親）

2004年
- 我們這一家（小孩）
- 蠟筆小新（園童A）

2005年
- B傳說！戰鬥彈珠人 炎魂（伊恩夫人）

2006年
- 忍者少女!!（草忍者）

2013年
- 名偵探柯南（石倉和美）

### OVA
- 吸血鬼獵人"D"（1985年，拉米卡）
- Wanna-Be's（日语：ウォナビーズ）（1986年，女孩子）
- 福星小子 我是小終（1986年）
- 夢幻獵人麗夢II 聖美神學園的妖夢（日语：ドリームハンター麗夢）（1986年，黑薔薇會的女學生）
- 傷追之人（1987年，太妹B）
- New Story of Aura Battler DUNBINE（1988年，琴·奇斯）
- 風暴戰士ORGUN（1991年）
- BASTARD!! -暗黑破壞神-（1992年，聖騎士A）
- 魔天戰神 ～After War～（1995年，速甕）
- 同級生2 Special 卒業生（1999年，南川洋子）

### 遊戲
- 機裝魯加（日语：機装ルーガ）（1993年，朗蒂亞）
- 對決ZEQUE傳（1994年）
- TIZ -Tokyo Insect Zoo-（日语：TIZ -Tokyo Insect Zoo-）（1996年，蝴蝶）
- EOS ～Edge of Skyhigh～（1997年，雲）
- 爆走兄弟Let's & Go!! 永恆之翼（1998年，土方玲）

### 廣播劇CD
- Weiß kreuz Dramatic Collection II ENDLESS RAIN（女性A）
- 特魯尼克大冒險 不思議的迷宮（マギーばあさん）
- 爆走兄弟Let's & Go!! GIRL〈女子大獎賽開幕!!〉（日语：爆走兄弟レッツ&ゴー!!GIRL）（莎里瑪）
- 魔界學園II 激鬥篇（白桐美雪）
- 魔界學園III 完結篇（白桐美雪）

### 外語配音

#### 演員
雷文·西蒙尼
- 大學生了沒？（英语：College Road Trip）（梅蘭妮·波特）
- 柯瑞當家（瑞瑞·莉迪亞·巴斯特）
- 天才魔女（瑞瑞·莉迪亞·巴斯特）
- 花豹少女隊（英语：The Cheetah Girls (group)）（加里波第·格樂利雅）
- 花豹少女隊2（加里波第·格樂利雅）
- 麻雀變公主2：皇家有約（英语：The Princess Diaries 2: Royal Engagement）（阿薩娜公主）
- 魔女之家（瑞瑞·莉迪亞·巴斯特）

#### 電影
- 砲彈飛車2 ※朝日電視台版。
- 剛果驚魂（英语：Congo (film)）（艾咪）※富士電視台版。
- 非常教師（英语：Dangerous Minds）
- 天崩地裂（勞倫·萬杜〈傑米·芮妮·史密斯（英语：Jamie Renée Smith）〉）※影碟版。
- 神祕約會（英语：Desperately Seeking Susan）
- 瘋狂終結者（瑪格麗特〈瑪麗莎·托梅〉）
- 超級大間諜（英语：Harriet the Spy (film)）（珍妮·吉布斯〈凡妮莎·李·切斯特（英语：Vanessa Lee Chester）〉）※VHS版。
- Girls（英语：Girls (1980 film)） ※富士電視台版。
- 變形邪魔（英语：Invasion of the Body Snatchers (1978 film)）
- 這個殺手不太冷 ※朝日電視台版。
- 天龍戰警（英语：Marked for Death）（特蕾西·海切爾〈丹妮爾·哈里斯（英语：Danielle Harris）〉）※富士電視台版。
- 瑪莎搭上三個男人（英语：Martha, Meet Frank, Daniel and Laurence）
- 記憶裂痕
- 無罪的罪人（英语：Presumed Innocent (film)） ※朝日電視台版。
- 激情薔薇（英语：Rambling Rose (film)）（弗朗西絲·“多莉”·希利爾 〈麗莎·雅克布（英语：Lisa Jakub）〉）
- 在美國撒謊（英语：Telling Lies in America）（依思尼·馬傑斯基〈卡莉絲塔·佛克哈特〉）
- 笑傲江湖II 東方不敗（藍鳳凰〈袁潔瑩〉）※VHS版。
- 007：明日帝國（安飛士租車人員）※富士電視台版。

#### 電視影集
- 慾望師奶 (第7、8季)
- 恐龍家族（英语：Dinosaurs (TV series)）
- 艾德（英语：Ed (TV series)）（莫莉·哈德森〈萊斯利·布恩（英语：Lesley Boone）〉）
- 急診室的春天（第9季：鮑比〈麥特·科比〉、第11季：盧卡斯·柯克〈小泰倫斯·哈迪〉）
- 我為卿狂（英语：Mad About You）（麗莎·斯坦普爾〈安妮·拉姆齊（英语：Anne Ramsay）〉）
- 芝麻街（早晨草原（英语：Prairie Dawn）、基比、泰坦、阿爾法）※特別版。

#### 動畫
- 101忠狗（英语：101 Dalmatians: The Series）
- 阿拉丁（妻小）
- 高飛家族
- 希斯與利夫
- 大力士（英语：Hercules (1998 TV series)）（女性）
- 小姐與流氓2：狗兒逃家記（安妮特）
- 史努比的驚險夏令營（英语：Race for Your Life, Charlie Brown）（瑪西）
- 忍者龜 (東京電視台版)（凱特琳、蒂芬妮）
- 查理布朗與史努比 (1981年版)（弗里達、克拉拉）
- 辛普森一家（阿什利、謝爾比 等）
- X戰警 (東京電視台版)（女性廣播）

### 特攝影集
- 激走戰隊車連者（1996年，宇宙生物畢加的聲音）
- B-Robo Kabutack（1997年，飛翔機器人的聲音）
- B-Robo Kabutack 聖誕夜大決戰!!（1997年，飛翔機器人的聲音）

### 電視節目
- Japan☆Walker（日语：ジャパン☆ウォーカー）（旁白）
- GiRLS2（旁白）
- KinKi大冒險（日语：それ行けKinKi大冒険）（旁白）
- KinKi大放送（日语：それ行けKinKi大放送）（旁白）
- 一個人也可以Mon！（日语：ひとりでできるもん!）（索克斯）

## 腳註

## 外部連結
- 木藤聰子｜ARTSVISION （日語）
- 木藤聰子的X（前Twitter） （日語）
- （日語）—WEB THE TELEVISION（日语：ザテレビジョン）
- （日語）—goo人名事典
- 木藤聰子 （页面存档备份，存于） （日語）—KINENOTE
- 木藤聰子 （页面存档备份，存于） （日語）—oricon
- 木藤聰子 （页面存档备份，存于） （日語）—MOVIE WALKER PRESS（日语：MOVIE WALKER PRESS）
- 木藤聰子 （页面存档备份，存于） （日語）—allcinema（日语：allcinema）
- 日本電影數據庫（JMDb）上木藤聰子的資料（日語）